# Księga Wyjścia
Księga Wyjścia [Wj], Druga Księga Mojżeszowa [2 Mojż], Exodus [Ex] (hebr. שמות (Szemot) – „imiona" – od pierwszych słów księgi, gr. Εξοδος Exodos z Septuaginty) – druga księga Pisma Świętego.

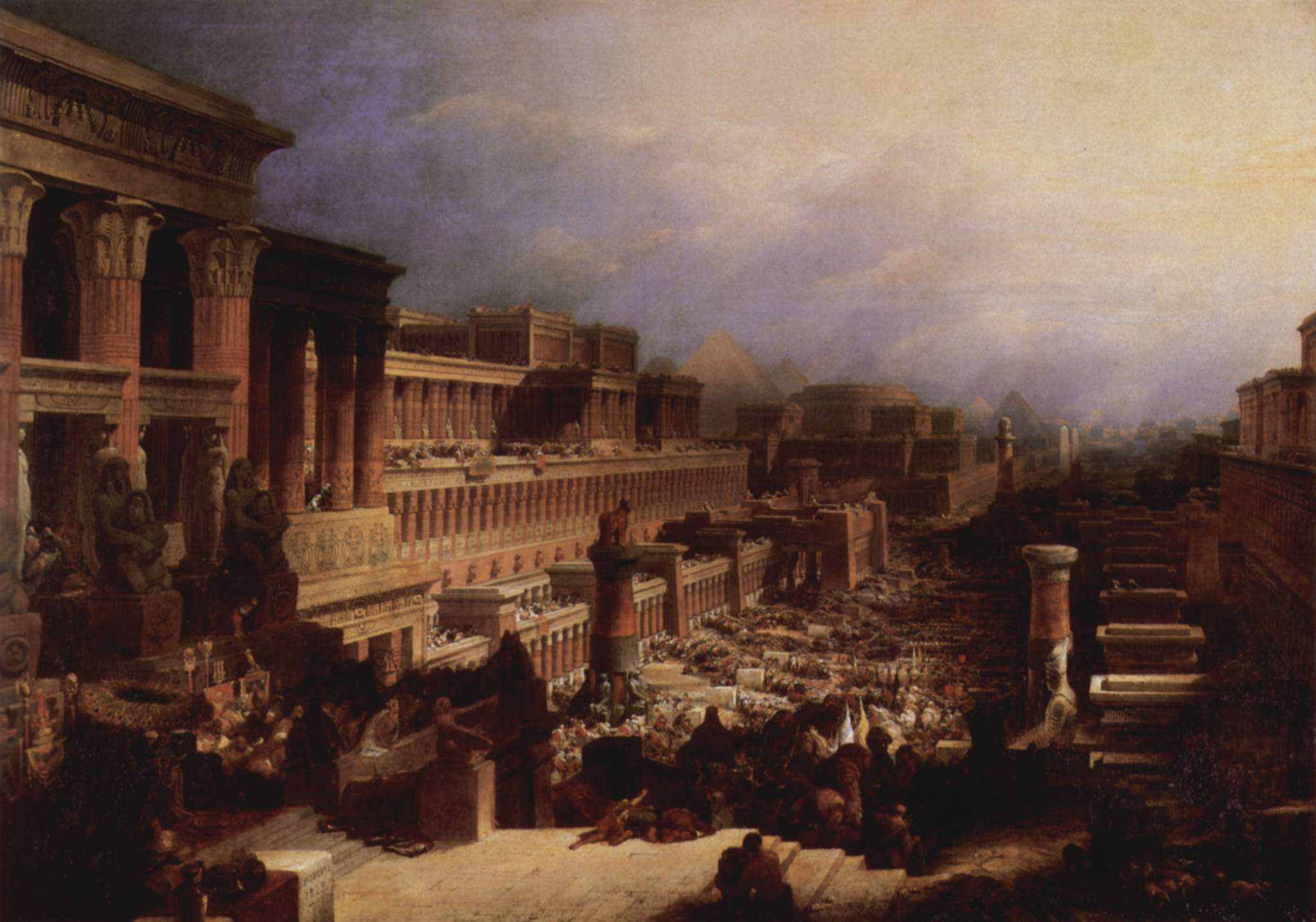
David Roberts – Wyjście Izraelitów z Egiptu

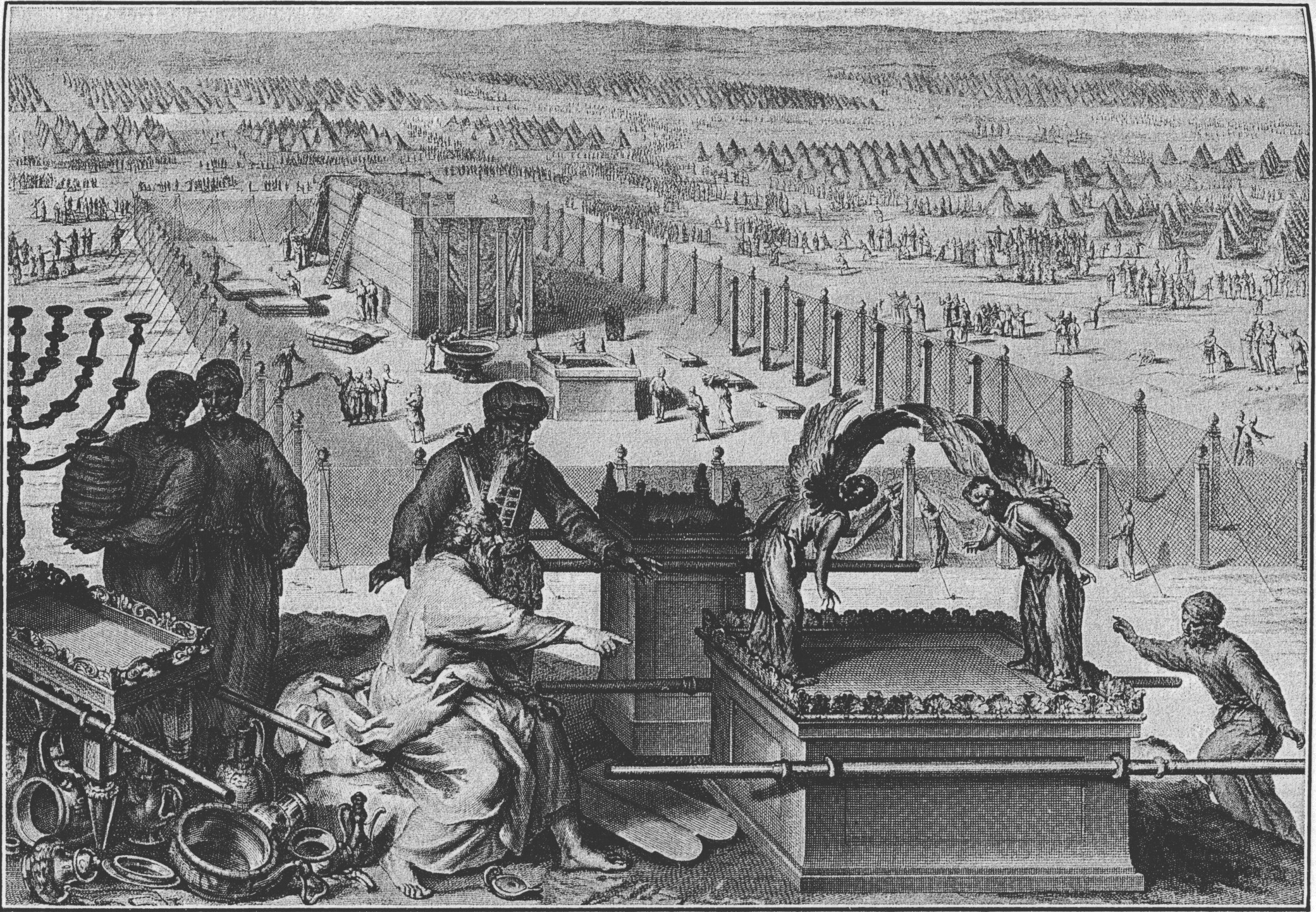
Ks. Wyjścia 40, 17-19: „Wzniesiono przybytek dnia pierwszego miesiąca pierwszego roku drugiego. Postawił Mojżesz przybytek, założył podstawy, ustawił dach, umieścił poprzeczki oraz ustawił słupy. I rozciągnął namiot nad przybytkiem i nakrył go przykryciem namiotu z góry, jak to Pan nakazał Mojżeszowi". Grafika z 1728 w: Figures de la Bible

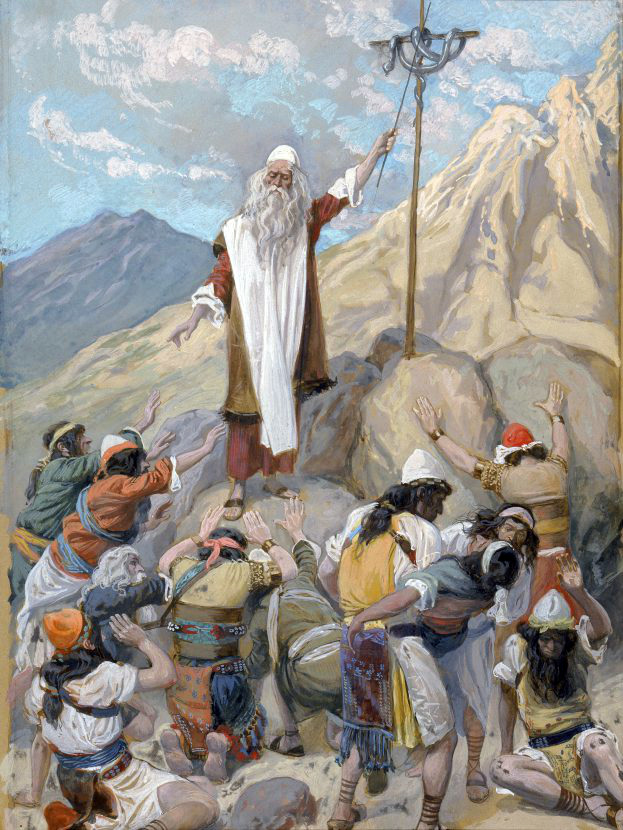
Mojżesz i miedziany wąż - motyw związany z wędrówką Izraela, autor: James Tissot

Księga Wyjścia należy do Pięcioksięgu i tym samym do Starego Testamentu. Jest bardziej spójna i przejrzysta niż poprzedzająca ją Księga Rodzaju.

## Struktura
Oryginalny tekst hebrajski zawiera 1 209 wersetów, 16 173 słowa oraz 33 539 liter.
Treść księgi można podzielić na dwie części. Pierwsza – rozdziały 1-18 – to opis ucisku Izraelitów w Egipcie i ich wyjścia aż do przymierza z Bogiem na górze Synaj, a druga – rozdziały 19-40 – to opis przepisów religijnych przekazanych Mojżeszowi przez Boga. Proponowany jest też podział pod kątem geograficznym (Egipt: rozdziały 1-18, Synaj: rozdziały 19-40), chronologicznym (ucisk w Egipcie: rozdziały 1-10, wyjście z Egiptu i wędrówka ku górze Synaj: rozdziały 11-18, pobyt pod górą Synaj: rozdziały 19-40), merytorycznym (ucisk w Egipcie i wyjście: rozdziały 1-18, przymierze na Synaju: rozdziały 19-24, pouczenia związane z Namiotem Spotkania: rozdziały 25-31, zerwanie i odnowienie przymierza: rozdziały 32-34, polecenie sporządzenia Namiotu Spotkania: rozdziały 35-40 lub wprowadzenie: rozdział 1, wczesne życie Mojżesza: rozdziały 2-7, starcie Mojżesza z faraonem: rozdziały 7-12, wyjście z Egiptu i przejście przez morze: rozdziały 12-15, wędrówka przez pustynię: rozdziały 15-18, pobyt pod Synajem: rozdziały 19-40). 
Według tradycji spisał ją Mojżesz. Zgodnie z przyjętą we współczesnej biblistyce teorią źródeł uważa się, że fragmenty Księgi powstawały w różnych epokach historycznych. Kanoniczną wersję zredagowano po wygnaniu babilońskim, co oznacza, że część jej treści przechowywano w tradycji ustnej jako opowiadania lub jako część liturgii Paschy, Pięćdziesiątnicy i Święta Namiotów. Opowiadania, które weszły do redakcji należą do tradycji jahwistycznej, elohistycznej, kapłańskiej i deuteronomistycznej. Nieraz są one przemieszane, np. pierwsze trzy tradycje tworzą fragmenty historii o przejściu przez morze. Ponadto w Księdze Wyjścia znajduje się pieśń zwycięstwa po przejściu przez morze, której styl i język wskazują na archaiczny charakter i jest ona jednym z najstarszych fragmentów Biblii. Zgodnie z niektórymi poglądami pieśń ta powstała około 1150 r. p.n.e., przekazując mit o zagładzie Egipcjan w wodach, jako jeden z przejawów pojawiającego się w wierzeniach Izraelitów konfliktu Jahwe i morskiego smoka. Po około dwustu latach redaktor z tradycji jahwistycznej, chcąc wyjaśnić, skąd Egipcjanie znaleźli się pośród wód, miał dodać historię o osuszeniu przez Boga drogi przez morze, a potem redaktor z tradycji kapłańskiej dodał działanie Mojżesza. Niektórzy również współcześnie twierdzą, że niektóre fragmenty dotyczące religii i kultu, w tym Dekalog i Kodeks Przymierza, mogą pochodzić od Mojżesza.
Według biblistów najważniejszą część Księgi Wyjścia, czy nawet całego Starego Testamentu, stanowią rozdziały, w których Jahwe zaczyna przedstawiać Izraelitom  Prawo, poczynając od Dekalogu, czyli 10 przykazań.

### Wydarzenia i przepisy
Zgodnie z redakcją Biblii Tysiąclecia, treść księgi można podzielić szczegółowo na następujące części:
- Uwolnienie Izraelitów z Egiptu
  - Izrael w Egipcie
    - Rozrost i ucisk Izraela Wj 1,1-22
    - Urodzenie Mojżesza Wj 2,1-10
    - Mojżesz w ziemi Madian Wj 2,11-22
    - Pierwszy opis powołania Mojżesza Wj 2,23-25Wj 3Wj 4 (tu Bóg Jahwe objawia się Mojżeszowi w krzewie gorejącym, przedstawiając się jako „Jestem, który jestem”)
    - Pierwsze spotkanie Mojżesza z faraonem Wj 5Wj 6,1
    - Drugi opis powołania Mojżesza Wj 6,2-28Wj 7,1-13
    - Plagi egipskie Wj 7,14-29Wj 8Wj 9Wj 10 (pierwsze 9, czyli krew w wodach Nilu, żaby, komary, muchy, pomór bydła, wrzody, grad, szarańcza, ciemności)
    - Noc paschalna i wyjście z Egiptu (w tym 10. plaga – śmierć pierworodnych) Wj 11Wj 12Wj 13,1-16
    - Cudowne przejście przez morze Wj 13,17-22Wj 14
    - Pieśń dziękczynna Wj 15,1-21

  - Droga z Egiptu pod Synaj
    - Pierwsze postoje na pustyni Wj 15,22-27
    - Przepiórki i manna Wj 16
    - Wyprowadzenie wody ze skały Wj 17,1-7
    - Zwycięstwo nad Amalekitami Wj 17,8-16 (bitwa pod Refidim)
    - Spotkanie Mojżesza z Jetrą Wj 18
- Zawarcie przymierza na Synaju. Pierwsze prawa
  - Zawarcie przymierza
    - Objawienie się Boga Izraelowi Wj 19 (Mojżesz na górze Synaj)
    - Dekalog Wj 20,1-21

  - Księga Przymierza
    - Prawo o ołtarzu Wj 20,22-26
    - Prawo rodzinne Wj 21,1-11
    - Prawo karne Wj 21,12-32
    - Prawo rzeczowe Wj 21,33-37Wj 22,1-14
    - Prawo rodzinne Wj 22,15-16
    - Prawo moralne Wj 22,17-30Wj 23,1-9
    - Rok szabatowy Wj 23,10-13
    - Święta Wj 23,14-19
    - Zachęta do zachowania przepisów Prawa Wj 23,20-33
    - Zawarcie przymierza Wj 24,1-11
    - Tablice przykazań Wj 24,12-18

  - Przepisy o zorganizowaniu kultu
    - Dary na budowę przybytku Wj 25,1-9
    - Przybytek i jego sprzęty. Arka Przymierza Wj 25,10-22
    - Stół chlebów pokładnych i naczynia Wj 25,23-30
    - Świecznik (menora) Wj 25,31-40
    - Przybytek Wj 26
    - Ołtarz całopalenia Wj 27,1-8
    - Dziedziniec Wj 27,9-19
    - Oliwa do świecznika Wj 27,20-21
    - Szaty kapłańskie Wj 28,1-5
    - Efod Wj 28,6-14
    - Pektorał Wj 28,15-30
    - Suknia arcykapłańska Wj 28,31-35
    - Diadem na tiarze Wj 28,36-39
    - Odmienny ubiór kapłanów Wj 28,40-42
    - Konsekracja Aarona i jego synów Wj 29,1-37
    - Ofiara ustawiczna Wj 29,38-46
    - Inne przepisy o przybytku. Ołtarz kadzenia Wj 30,1-10
    - Pogłówne Wj 30,11-16
    - Kadź z brązu (mykwa) Wj 30,17-21
    - Sporządzanie oleju i kadzidła Wj 30,22-38
    - Wykonawcy robót Wj 31,1-11
    - Szabat Wj 31,12-18

  - Odstępstwo Izraela i odnowienie przymierza
    - Kult złotego cielca Wj 32Wj 33,1-11
    - Modlitwa Mojżesza Wj 33,12-23
    - Odnowienie przymierza Wj 34

  - Wykonanie przepisów o zorganizowaniu kultu
    - Pouczenie Izraelitów o przepisach kultu Wj 35Wj 36,1-7
    - Budowa przybytku i jego sprzętów Wj 36,8-38Wj 37Wj 38
    - Wykonanie szat kapłańskich Wj 39Wj 40

Dalsze wydarzenia i przepisy opisują Księga Kapłańska i Księga Liczb.

## Krytyka
Dane archeologiczne nie potwierdzają takiego pochodzenia Izraela, jakie znamy z wersji biblijnej. Badania krytyczno-literackie pozwalają stwierdzić, że narracja biblijna, między innymi Księgi Wyjścia, nie jest dziełem naocznego świadka. Sama postać Mojżesza jest teologiczną interpretacją różnych tradycji, stąd trudno ocenić, co jest legendą, co teologiczną wizją, a co historycznym faktem. Niektórzy argumentują, że zawartość Księgi Wyjścia jest w gruncie rzeczy powieleniem mezopotamskich mitów z pewnymi innowacjami teologicznymi i jej elementy historyczne są całkowicie fikcyjne. Inną kontrowersją jest przypisywanie Egiptowi (Mizraim) niewolnictwa, choć niektóre badania wykazują, iż budującymi m.in. piramidy byli Egipcjanie pracujący za zboże i piwo.
Z drugiej strony, niektórzy bibliści argumentują, że podawane w Księdze Wyjścia dane nie mają charakteru faktograficznego, a symboliczny. Zdaniem Waldemara Chrostowskiego liczba Izraelitów, która miała opuścić Egipt i wędrować przez pustynię, jest wyolbrzymiona do nierealistycznego rozmiaru w celu wskazania, że ich przetrwanie w warunkach pustyni nie byłoby możliwe bez cudownego wsparcia Bożej opatrzności. Jest to podejście podkreślające, że historia opisana w Pięcioksięgu ma charakter teologii historii, a nie historii we współczesnym znaczeniu.

## Archeologia
Podczas ponad stu lat badań archeologicznych nie odkryto niczego, co mogłoby wspierać historyczność narracyjnych elementów Księgi Wyjścia, takich jak pobyt przez cztery wieki w Egipcie, ucieczka ponad miliona Izraelitów z delty Nilu czy też trzymiesięczna wędrówka przez pustynię do Synaju. Egipskie zapiski nie zawierają wzmianek o czymkolwiek opisanym w Księdze Wyjścia, obszar południowego półwyspu Synaj nie zawiera żadnych śladów masowej migracji opisanej w Eksodusie, a praktycznie wszystkich miejsc wymienionych w Księdze – włącznie z Goszen (obszar w Egipcie, który rzekomo zamieszkiwali Izraelici), „miast na składy” – Pitom i Ramses, miejsca przekroczenia Morza Czerwonego (lub też raczej – jak twierdzą współcześni badacze Biblii – Morza Trzcin), a nawet samej Góry Synaj – nie udało się zidentyfikować. Badacze, którzy utrzymują, że Księga Wyjścia stanowi historyczną prawdę, przyznają, że dowody mogą co najwyżej sugerować możliwość.

## Starożytni pisarze
Treść kilku wątków zawartych w Księdze Wyjścia można znaleźć u autorów greckich. Diodor Sycylijski wspomina o tym, że w Egipcie zapanowała epidemia, jej przyczyn upatrywano w ingerencji bogów i z tego powodu doszło do wygnania obcych. Diodor wyjaśnia, że na czele tego exodusu stał człowiek zwany Mojżeszem, który mądrością i odwagą znacznie przewyższał innych. (...) ustalił ceremonie religijne i formy kultu należnego bóstwu. Nadał prawa i unormował życie publiczne. Ludność podzielił na dwanaście fyl (...). Nie wzniósł w ogóle żadnego posągu bóstwa (…). Zabronił obywatelom sprzedawania własnych działek. Także Józef Flawiusz przytacza świadectwa Manethona, Lizymacha, Apiona, którzy w swojej wersji relacjonowali dzieje Żydów, w tym wyjście z Egiptu pod wodzą Mojżesza.